# متسله
مِتْسَلَه (به فنلاندی: Metsälä) یک منطقهٔ مسکونی در فنلاند است که در هلسینکی واقع شده‌است. متسله ۰٫۵۶ کیلومتر مربع مساحت و ۱٬۰۰۵ نفر جمعیت دارد.